# Михайлов, Юрий Ананьевич
Юрий Ананьевич Михайлов (1 января 1927, Москва — 10 декабря 1994, Рига) — советский и латвийский теплофизик, академик АН Латвийской ССР (1968), директор Института физики АН Латвийской ССР.

## Биография
Родился в Москве. Во время Великой Отечественной войны принимал участие в подпольном антифашистском движении в Латвии (куда приехал с матерью в июне 1941 года погостить у родственников), провёл год в концлагере в Курземе (1944—1945).
Окончил Латвийский университет (1951). По распределению работал в Институте энергетики и электротехники Академии наук Латвийской ССР (позднее — Физико-энергетический институт), там учился в аспирантуре (1953—1956) и в 1957 году защитил диссертацию на тему «Аналитические исследования тепло- и массообмена при конвективной сушке».
В 1961—1967 — заведующий лабораторией Физико-энергетического института АН Латвийской ССР, с 1967 по 1992 год — директор Института физики АН Латвийской ССР.
Доктор технических наук (1965, тема диссертации — «Кинетика и динамика высокоинтенсивных методов сушки»), профессор (1968), академик АН Латвийской ССР (1968).
Автор работ в области теплофизики, теоретической теплотехники, магнитной гидродинамики. Разработал (совместно с А. В. Лыковым) теорию взаимосвязанного тепло- и массопереноса, обосновал новые методы высокотемпературной сушки и термообработки влажных дисперсных материалов, развил основы теории тепло- и массопереноса в двухфазных и многокомпонентных системах и феррожидкостях.
Совместно с академиком Бруно Пуриным разрабатывал методы применения низкотемпературной плазмы, послужившие основой для разработки особо прочных покрытий, в том числе для космического корабля «Буран».
Главный редактор журнала «Известия АН Латвийской ССР» (серия физических и технических наук, 1965—1968), журнала «Магнитная гидродинамика» (1968—1990), член редколлегий международных журналов «International Journal of Heat and Mass Transfer», «Heat Transfer: Soviet Research», «International Communications in Heat and Mass Transfer».

## Сочинения
- Михайлов, Юрий Ананьевич. Сушка перегретым паром. — Москва: Энергия, 1967. — 200 с.
- Ю. А. Михайлов, Ю. Т. Глазунов. Вариационные методы в теории нелинейного тепло- и массопереноса. — Рига: Zinātne, 1985. — 190 с.

## Награды и звания
- Государственная премия Латвийской ССР (1976) — за цикл работ по теоретическим основам тепло- и массопереноса в дисперсных средах.
- Первая премия Ф. Цандера (1971).
- Заслуженный деятель науки и техники Латвийской ССР (1976).